# Schele

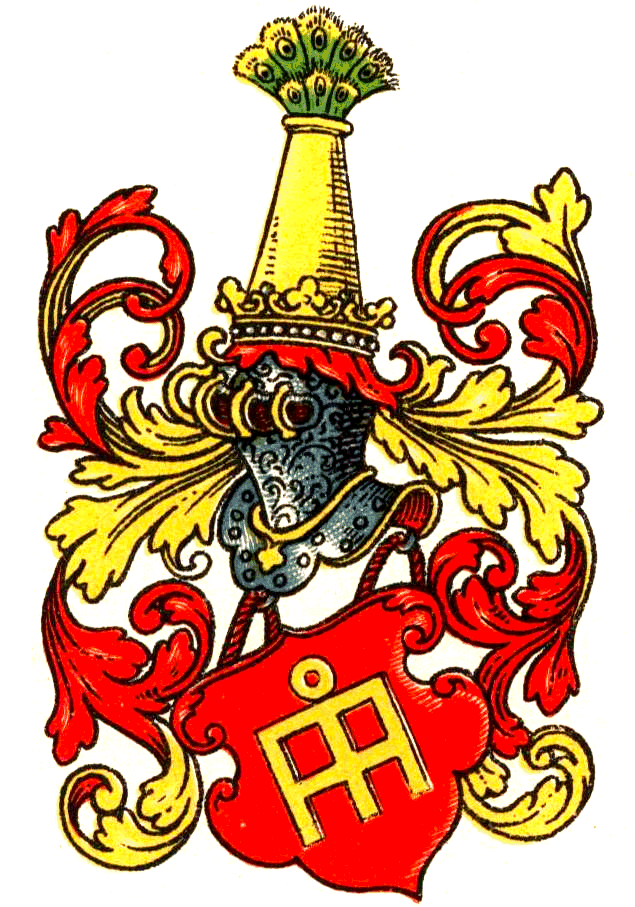
Stammwappen derer von Schele

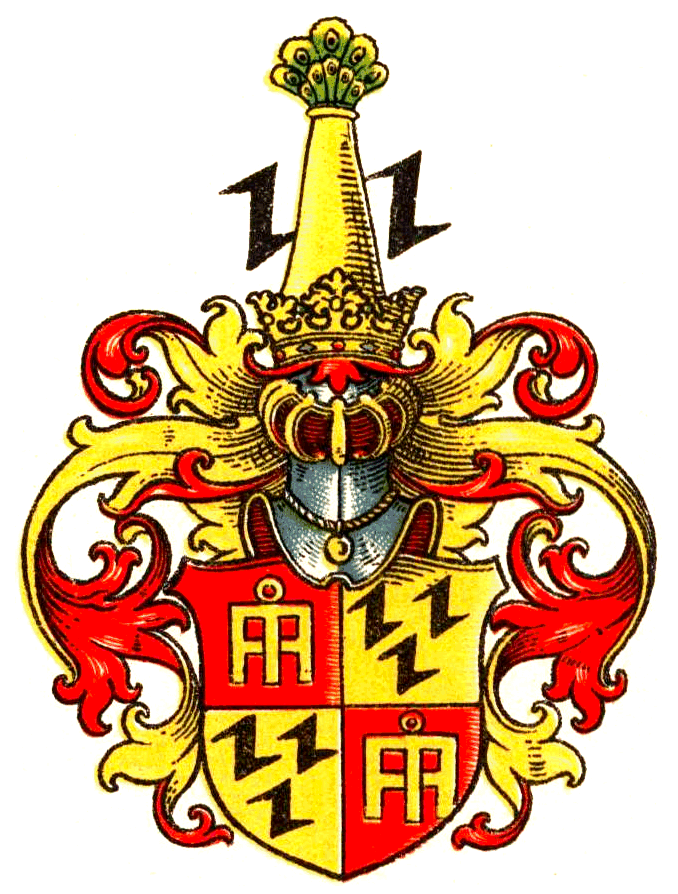
Wappen derer von Schele von Schledehausen

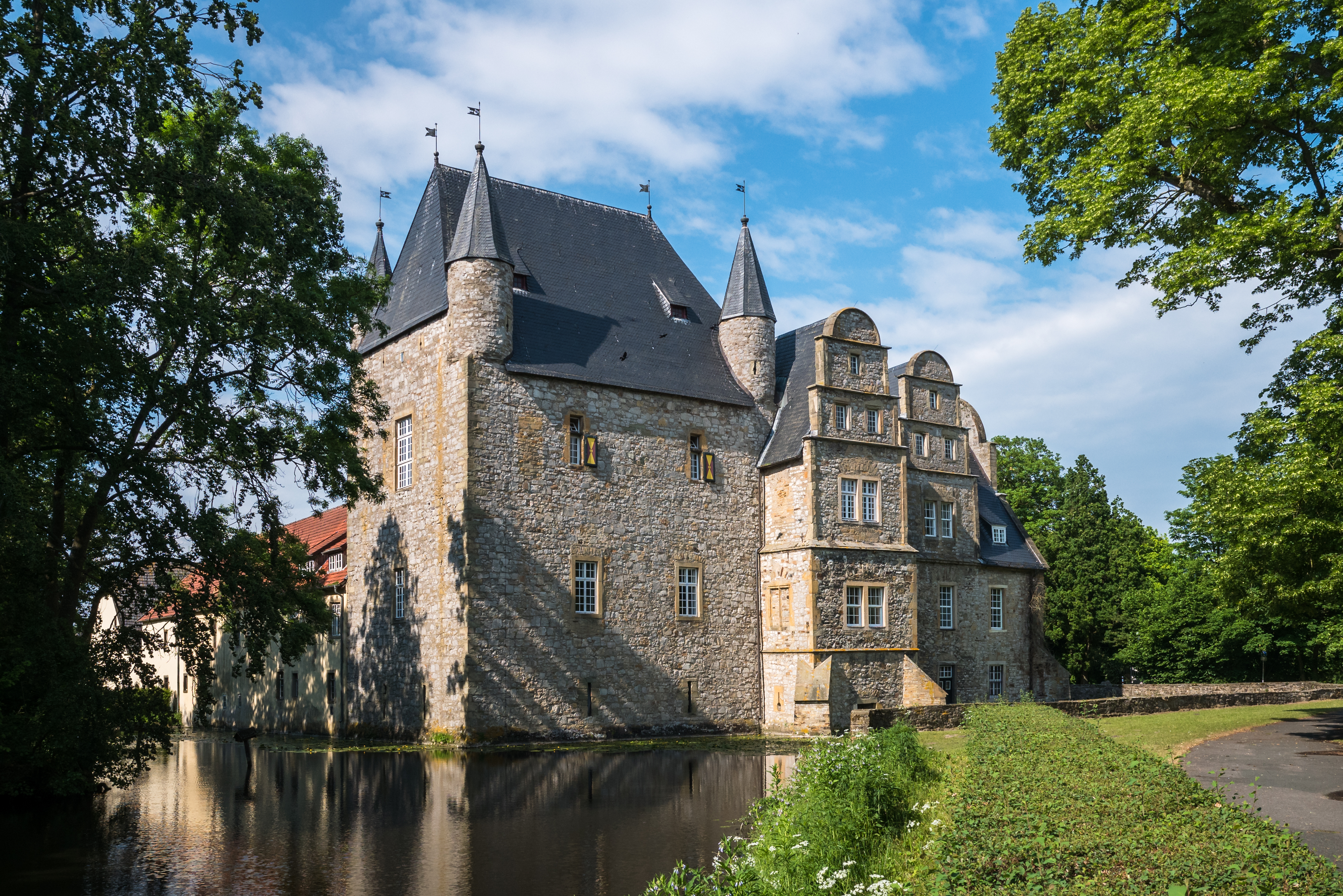
Schelenburg

Schele ist der Name eines alten westfälisch-niedersächsischen Adelsgeschlechts.

## Geschichte
Das Geschlecht erschien erstmals im Jahre 1235 mit Wennemar Schele (Winemarus Luscus). Er wurde in einer Urkunde des Grafen Ludwig von Ravensberg als Zeuge genannt. In einer Urkunde des Mindener Bischofs Johann von Diepholz aus dem Jahre 1244 wurde Meinfried Schele (Meinfridus Luscus Mindensis) als Mindischer Ministerialer erwähnt und in einer weiteren Mindener Urkunde trat Hartmann Schele 1247 auf, der sich ab 1260, zusammen mit seinem Bruder Reinecke, Ritter nannte. Im selben Jahr folgte Gerhard Schele als Mitglied im mindischen Ritterkreis und ab 1281 Rabodo (I.) Schele . Teilhaber an der Burg Rahden waren 1351 die Ritter von Gesmele und von Schele sowie die Grafen von Hoya und Gerhard vom Berge. - Und Burg Reineberg: «1362 trat Rabodo Schele als Inhaber der Burg einer Vereinigung bei, die zwischen den Stiftern Minden und Osnabrück sowie den Städten Minden und Lübbecke abgeschlossen wurde (vergl. Rahden!)»
Da die Vornamen Gerhard, Hartmann (= Bartmann Schele 1311?) und Rabod in der Frühzeit häufig an Angehörige vergeben wurden, lässt sich die Familie von anderen gleichnamigen Geschlechtern, vor allem aus dem Paderborner Land, unterscheiden? Zweifelhaft: Vergleich das Wappen des Stadtgrafens von Paderborn! Die ununterbrochene Stammreihe beginnt 1350 mit Rabodo (II.) Schele.
Bis zur zweiten Hälfte des 14. Jahrhunderts gehören die Herren von Schele zum Mindischen Adel. 1396 heiratet Rabodo (III.) Schele (Mutter: Palmenia Schloen) die Erbtochter des Geschlechts von Schledehausen aus dem Bistum Osnabrück. Sie übersiedeln in die gleichnamige Burg (auch Sledesen) östlich von Osnabrück, die später in Schelenburg umbenannt wird. Die Edelherren von Sledesen (Schledehausen), bischöfliche Osnabrücker Ministerialen, gaben der Wasserburg und dem Ort den Namen. (Siehe Bissendorf unter «Schledehausen».) Im Jahr 1396 ging deren Stammburg im Erbgang nach Erlöschen des Adelsgeschlechtes durch die Heirat des Rabodo III. von Schele mit der Erbtochter Elisabeth von Sledesen in den Besitz der Herren von Schele über, die zum Andenken an die ersten Besitzer deren Wappen, die drei Wolfsangeln, durch Wappenmehrung in ihr eigenes aufnahmen. Burg Sledesen wurde bald in Schelenburg umbenannt. Siehe auch Leden! - Anna von Hadewig, Erbin zu Renkhausen (siehe Hadewig (Adelsgeschlecht)) ⚭ Dietrich von Klencke; 1591 mit Hadewig'schem Lehen durch Bischof Anton (Schaumburg) belehnt, auch 1595/1616 zu Renkhausen.
Sohn: Ernst von Klenke zu Renkhausen ⚭ Elisabeth von Schele, Tochter des Caspar von Schele (1525–1578) zu Schelenburg und Adelheid von Ripperda.
In der Mitte des 16. Jahrhunderts bilden sich zwei große Linien. Die ältere, zu Schelenburg, erlischt 1774 und die jüngere, von Welveld, blüht bis heute. Die jüngere Linie teilte sich wiederum in einen älteren, in der zweiten Hälfte des 17. Jahrhunderts abgestorbenen Ast, mit den Zweigen zu Welveld in Holland und zu Welbergen im Münsterland und einen jüngeren mit Zweigen zu Kuhof im Osnabrückschen und Hudenbeck im Ravensbergischen. Während der Hudenbecksche Zweig erlosch, erbte der Kuhofsche Zweig 1774 die Schelenburg und konnte sich in drei Häuser weiterentfalten.
Dem ersten Haus ist 1838 eine hannoversche, dem zweiten Haus 1841 eine preußische und dem dritten Haus 1843 ebenfalls eine preußische Genehmigung zur Führung des Freiherrentitels erteilt worden. Aus dem ältesten der drei Häuser stammen die beiden bekannten hannoverschen Minister Georg Freiherr von Schele (* 1771; † 1844) und Eduard Freiherr von Schele (* 1805; † 1875).

## Wappen

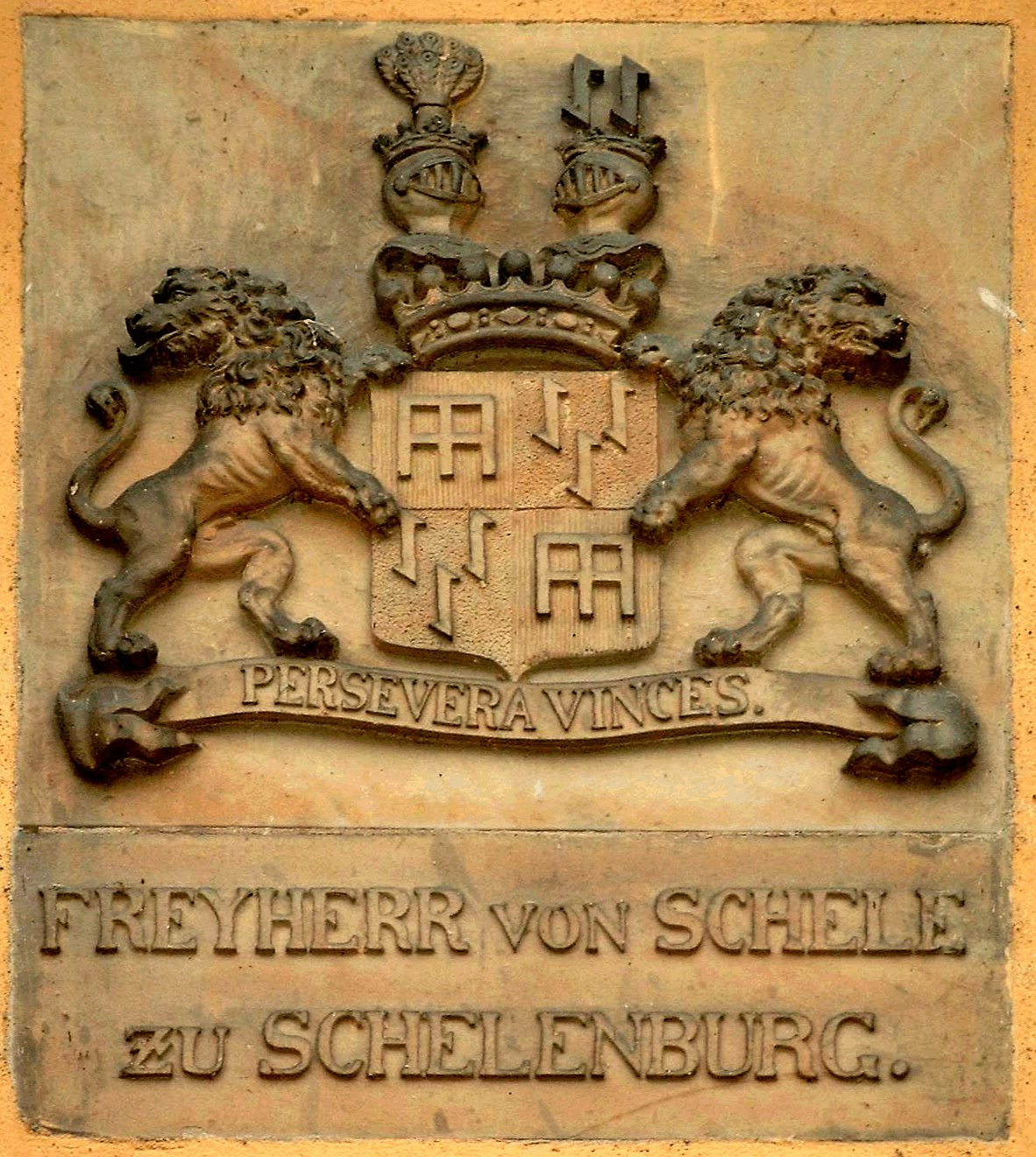
Wappen der Freiherren Schele zu Schelenburg

Das Stammwappen zeigt in Rot ein goldenes Kreuz mit Turnierkragen belegt. Auf dem Helm ist ein roter Schaft mit einem Pfauenfederbusch. Die Helmdecke ist rot-golden.
Das gemehrte Wappen zeigt in den Felder 1 und 4 das Stammwappen, in den Feldern 2 und 3 in Gold drei schwarze Wolfsangeln (2:1) der † Familie Schledehausen. Darauf zwei Helme, rechts der Stammhelm und links ein Helm mit schwarz-goldenen Decken, darauf zwei schwarze Wolfsangeln wie im Schild.
Schildhalter: 2 goldene Löwen, Wahlspruch: PERSEVERA, VINCES.

## Namensträger
- Arnold von Schele (* 1849; † 1922), Rittergutsbesitzer, Offizier und Mitglied des Deutschen Reichstags
- Balduin von Schele (* 1836; † 1903), Rittergutsbesitzer und Mitglied des Deutschen Reichstags
- Eduard von Schele zu Schelenburg (* 1805; † 1875), Ministerpräsident des Königreichs Hannover und Generalpostmeister in Frankfurt am Main
- Friedrich von Schele (* 1847; † 1904), Gouverneur von Deutsch-Ostafrika, Generalleutnant und Gouverneur des kgl. Invalidenhauses in Berlin
- Georg von Schele (* 1771; † 1844), Staatsminister Hannovers
- Helmuth von Schele (* 1858; † 1922), deutscher Verwaltungsbeamter
- Johann Daniel Victor von Scheele (* 1705; † 1774), Generalleutnant und Landrat
- Ludwig von Schele (* 1778; † 1824), Landrat des Kreises Wiedenbrück (1816–1817)
- Sweder Schele (* 1569; † 1639), Rittergutbesitzer, Landtagsmitglied, Verfasser eines bedeutenden Hausbuchs[3]